# Bauhaus (tvrtka)
Bauhaus je njemačko−švicarska maloprodajna trgovina za građevinske i vrtne materijale. Ime dolazi od njemačkih riječi "bauen" (graditi) i "Haus" (kuća), ali također podsjeća i na modernističku školu za arhitekturu i primijenjenu umjetnost Bauhaus. Osnivač i vlasnike tvrtke je bio poznati njemački milijarder Heinz-Georga Bausa. 
Bauhaus je danas zastupljen u 19 država Europe s više od 300 prodajnih centara, uključujući Austriju, Bugarsku, Češku, Hrvatsku, Dansku, Estoniju, Finsku, Mađarsku, Island, Luksemburg, Nizozemsku, Norvešku, Slovačku, Sloveniju, Španjolsku, Švedsku, Švicarsku i Tursku.

## Povijest
U proljeće 1960. godine u Mannheimu Bauhaus je otvorio svoj prvi specijalistički centar.
Nakon osnivanja prvog inozemnog društva u Austriji 1972., gdje u međuvremenu posluje 21 prodajni centar, 1988. uslijedilo je otvaranje podružnica u Danskoj, te tamo trenutno posluje više od 15 prodajnih centara. Prisutni su u svim nordijskim zemljama: Danskoj se 1997. priključila Švedska, 2001. Finska, 2007. Norveška te 2012. Island. Osnivanjem novih društava na državnoj razini 1989. u Španjolskoj te 1996. u Turskoj proširili smo se u nove regije Južne Europe. Od devedesetih godina prisutni su i u Istočnoj Europi: sve je počelo osnivanjem prvih prodajnih centara u Češkoj, a kasnije su uslijedile Bugarska, Estonija, Hrvatska, Slovenija, Slovačka i Mađarska. Bauhaus je u međuvremenu zastupljen u Švicarskoj, Luksemburgu te Nizozemskoj.
Prvi Bauhaus prodajni centar u Hrvatskoj otvoren je 2000. godine u Zagrebu, na Žitnjaku. Danas u Hrvatskoj djeluju 3 prodajna centra u Zagrebu, te po jedan u Rijeci, Splitu, Zadru, Puli i Varaždinu, sveukupno osam osam prodajnih centara s više od 700 zaposlenika.

## Kontroverze
2009. godine Monitor, istražni njemački TV format proizveden od ARD-a, otkrio je kako je uprava Bauhausa upotrijebila izraz "kontaminirana radničkim vijećima" (njem.: betriebsratsverseucht) koja bi se odnosila na trgovačke lance s aktivnim radničkim vijećem što zastupa interese zaposlenika. Potom je žiri jezikoslovaca Betriebsratsverseuchta izabrao za Un-word of the year, koji je na taj način kritizirao pretpostavljeni neljudski stav uprave Bauhausa prema svojim podređenima.
U Puli je tako, na Međunarodni praznik rada 2020. godine, postavljena "Obavijest za kupce" u kojem je prikazana slika muškarca u odijelu, predstavnika vlasničke strukture ili kakve osobe na menadžerskoj poziciji, kojemu drugi muškarac, obučen u žute radničke čizme, traperice, majicu i sa šiltericom na glavi, služi kao stolac ili ljestve.

## Vanjske poveznice
- Bauhaus Hrvatska na Facebooku
- Bauhaus na Facebooku
- Bauhaus Hrvatska na Twitteru
- Bauhaus na Twitteru
- Bauhaus Hrvatska na Instagramu
- Bauhaus na Instagramu
- Bauhaus Hrvatska na YouTubeu
- Bauhaus na YouTubeu